# Motorola Milestone
Das Milestone ist die internationale GSM-/UMTS-Version des in den Vereinigten Staaten als Droid vermarkteten CDMA-Smartphones von Motorola. Es war das erste Smartphone, das die Version 2.0 von Googles Linux-Betriebssystem Android benutzte.

## Markteinführung
Das Milestone wurde in Amerika in seiner ersten Verkaufswoche 250.000-mal verkauft. Es wurde von Motorola als direkter Konkurrent zum iPhone 3GS vermarktet.
Das Time Magazine wählte das Milestone 2009 zum Gadget des Jahres.

## Technische Eigenschaften

### Milestone / Droid
Das Quadband-Mobiltelefon verfügt über eine QWERTZ-Tastatur, die unter dem Display hervor geschoben werden kann und fällt daher in die Klasse der Slider-Handys. Ansonsten ist seine Erscheinung die eines Smartphones mit einem 9,4-cm-Touchscreen mit 854×480 Pixeln, weswegen der vollständige Formfaktor "Slate/Slider" genannt wird. Im Gegensatz zu seinem amerikanischen Gegenstück, dem Droid, verfügt das Milestone über Multi-Touch mit zwei Punkten. Rechenkern ist ein Texas-Instruments-OMAP-3430-Prozessor sowie für die Grafik ein PowerVR SGX.
Zur weiteren Ausstattung gehören eine 5-Megapixel-Digitalkamera auf der Rückseite, die durch eine Doppel-LED als Foto-Blitz und zur Scharfstellung ergänzt wird. Die LED kann auch einzeln als Taschenlampe geschaltet werden. Mit dem Nachfolger Milestone 2 hat es noch gemein, dass die Kamera über einen zweistufigen (scharf stellen / auslösen) physischen Auslöser aufgerufen und bedient werden kann. Späteren Modellen ist dieses für Smartphones ungewöhnliche Feature nicht mehr vergönnt.
Ein CTIA-3,5-mm-Klinkenstecker für Kopfhöreranschluss und Mikrofon (Headset), microSDHC-Unterstützung, ein Mini-SIM Steckplatz, Micro-B-USB-Buchse fürs Laden und Datenaustausch, WLAN nach Standard IEEE 802.11b/g im 2,4-GHz-Band und Bluetooth 2.1 mit erhöhter Datenrate (Headset, Tastatur etc. aber keine Maus) ergänzen die Konnektivität. Für die mobile Datenübertragung stehen sowohl HSDPA mit bis zu 10,2 Mbit/s Downstream als auch HSUPA mit bis zu 5,7 Mbit/s Upstream zur Verfügung.
Zu Diskussionen führt in der europäischen Benutzergemeinde die Auslieferung des Milestone mit schon vom amerikanischen Droid bekannten Fehlern. So hatte der Autofokus der Kamera einen Bug, nach dem er alle 24,5 Tage nicht korrekt arbeitete, viele Benutzer vermeldeten plötzliche Reboots in unregelmäßigen Abständen. Die meisten dieser Probleme waren nach dem Update auf Android 2.0.1 Anfang Februar 2010 ausgeräumt. Das Update auf Android 2.1 ist seit dem 31. März 2010 für freie DACH-Geräte verfügbar.
Des Weiteren nutzt das Milestone einen signierten Bootloader, der das Aufspielen von modifizierten Kernels, und somit einen wichtigen Bestandteil von Custom-ROMs, erschwert.
Eine Aktualisierung auf Android 2.2 wurde am 21. August 2010 von Motorola offiziell für das 4. Quartal 2010 in Aussicht gestellt, welches jedoch im Januar 2011 nochmals auf das 1. Quartal 2011 korrigiert wurde, ist nur per Windows-Software aufspielbar. In der Community gingen Gerüchte über Bugs und Sicherheitslücken um. Inoffizielle Updates auf die Version 2.3.7, 4.0.4 und 4.1 wurden von Mitgliedern der Entwickler-Community, XDA-Developers, bereitgestellt, welche die beliebte Custom-ROM, CyanogenMod Version 7, 9 und 10 erfolgreich auf das Milestone portiert haben.

### Milestone 2 / Droid 2
Am 1. September 2010 hat Motorola den Nachfolger Milestone 2 (A953) für den europäischen Markt vorgestellt. Das Gerät wurde in den USA bereits einen Monat vorher als Droid 2 (A955) präsentiert und verfügt abgesehen von der Funktechnik über die gleiche Technik wie das US-Modell. Der OMAP-3630 Chipsatz ist mit 1 Gigahertz getaktet, der Arbeitsspeicher hat eine Kapazität von 512 Megabyte. Der interne Speicher wurde auf 8 GB vergrößert und als Betriebssystem kommt nun Android 2.2 mit der eigens von Motorola entwickelten Oberfläche "Motoblur" zum Einsatz. Zudem wurde das Steuerkreuz auf der Tastatur entfernt, was eine QWERTZ-Tastatur mit größeren Tasten ermöglicht. Laut Motorola soll auch die Darstellungs-Qualität der Kamera, die weiterhin 5 MPix hat, verbessert worden sein. Nun können mit ihr auch Videos in HD-Qualität aufgenommen werden.
Wie sein Vorgänger, so kann das Milestone 2 in dem gleichen Dock zum Laden oder für den Datenaustausch abgestellt werden, wobei es einen speziellen Organizer-Bildschirm anzeigt. Die Folgemodelle sind nicht mehr für Docks geeignet. Der Vorgänger lädt noch mit max. 0,5 Ampere. Ab Milestone 2 kann mit bis zu 1,5 Ampere geladen werden, wozu sich das mitgelieferte, sehr niederohmige Kabel – im Gegensatz zu den meisten USB-Kabeln – auch tatsächlich eignet.
Dieses Modell ist seit dem 15. November 2010 in Deutschland verfügbar.
Das Update auf Android 2.3.4 war seit dem 1. Dezember 2011 verfügbar. Über diverse gemoddete ROMs ist auch ein Update auf aktuellere Android-Versionen möglich. Unter anderem der bekannte CyanogenMod bietet 4.0 mit CM9, 4.1.x mit CM10 sowie 4.2.2 mit Cm10.1, 4.3 mit CM10.2 und 4.4.x mit CM 11. Zu finden hier in einem deutschen Forum oder das englischsprachige Entwicklerforum.

### Milestone 3 / Droid 3
Im Milestone 3 ist erstmals eine Frontkamera verbaut. Die Tastatur hat eine 5. Tastenreihe bekommen. Die Anzahl der Multitouch-Punkte hat sich auf 4 vergrößert. Hinzugekommen sind weiterhin ein HDMI-Anschluss und das LED-Blitzlicht ist doppelt so hell, obwohl nur noch ein LED verbaut wurde. Dafür ist der Kamera-Auslöser weggefallen. Die Ortung unterstützt nun zudem die russischen Satelliten des GLONASS.
Im Juni 2011 wurde das Milestone 3 offiziell vorgestellt, das zuerst für den chinesischen Markt angeboten werden wird, später auch in Amerika. Das Gerät ist mit einem Dualcore-Prozessor ausgestattet, als Betriebssystem ist Android 2.3 (Gingerbread) vorgesehen.
Das Droid 3 ist in europäischen Mobilfunknetzen ohne Einschränkungen nutzbar, hat jedoch oft einen 'network lock' und muss erst vom ursprünglichen Provider (Verizon) freigeschaltet werden.

### Droid 4
Das Droid 4 ist der direkte Nachfolger des Milestone 3. Es erschien ausschließlich beim US-amerikanischen Netzanbieter "Verizon" und wurde daher nur unter dem markenrechtlich geschützten Namen „Droid“ veröffentlicht, der bei Milestone-Geräten von Verizon benutzt wird. Es erschien im Februar 2012 und wurde mit Android 2.3 ausgeliefert. Zunächst funktionierte es nur in CDMA-Netzen, mit dem Update auf Android 4.0 kam dann auch der Support für GSM- und UMTS-Netze. Später folgte noch ein Update auf Android 4.1.2 "Jelly Bean", dann wurde der Support eingestellt. Das Droid 4 unterstützt LTE, allerdings nicht auf in Europa genutzten Frequenzen. Es hat keine Sperre bestimmter SIM-Karten oder Mobilfunknetze, lediglich in Nordamerika kann ausschließlich Verizon genutzt werden. Es hat einen HDMI-Ausgang und USB-OTG. Der Akku ist bei diesem Gerät fest eingebaut d. h. verschraubt und verklebt, kann aber unter Verwendung eines TORX-Schraubendrehers gewechselt werden, weil der Akkudeckel, hinter dem sich auch die Einschübe für SIM-Karte und SD-Karte befinden, abnehmbar ist.

## Milestone XT720
Das Motorola Milestone XT720 ist ein eigenständiges Produkt, das trotz des Namens nur wenig technische Gemeinsamkeiten mit dem Milestone aufweist. Es verfügt über das gleiche Display wie das Milestone, hat aber keine Hardware-Tastatur, eine Kamera mit 8 Megapixel, Xenon-Blitz und einen HDMI-Ausgang. Das Motorola Milestone XT720 war zum Erscheinungsdatum das einzige Android-Smartphone mit einem Xenon-Fotoblitz. Gegenüber dem Milestone 2 hat es mit einem 720 Megahertz einen etwas langsameren Prozessor und mit nur 150 Megabyte einen sehr geringen internen Speicher. Serienmäßig ist es mit dem Betriebssystem Android 2.1 ausgestattet; ein Update auf 2.2 wurde seitens Motorola ausgeschlossen, dennoch gibt es im Internet Anleitungen für ein Update auf Android 2.2, 2.3 und 4.0. Diese Versionen sind jedoch zum Teil fehlerhaft und nicht voll funktionsfähig. Zudem werden sie nicht mehr von ihren Entwicklern unterstützt.